# Hammerberg (Naturschutzgebiet)
Das Naturschutzgebiet Hammerberg liegt auf dem Gebiet der Stadt Stolberg in der Städteregion Aachen in Nordrhein-Westfalen.

## Lage

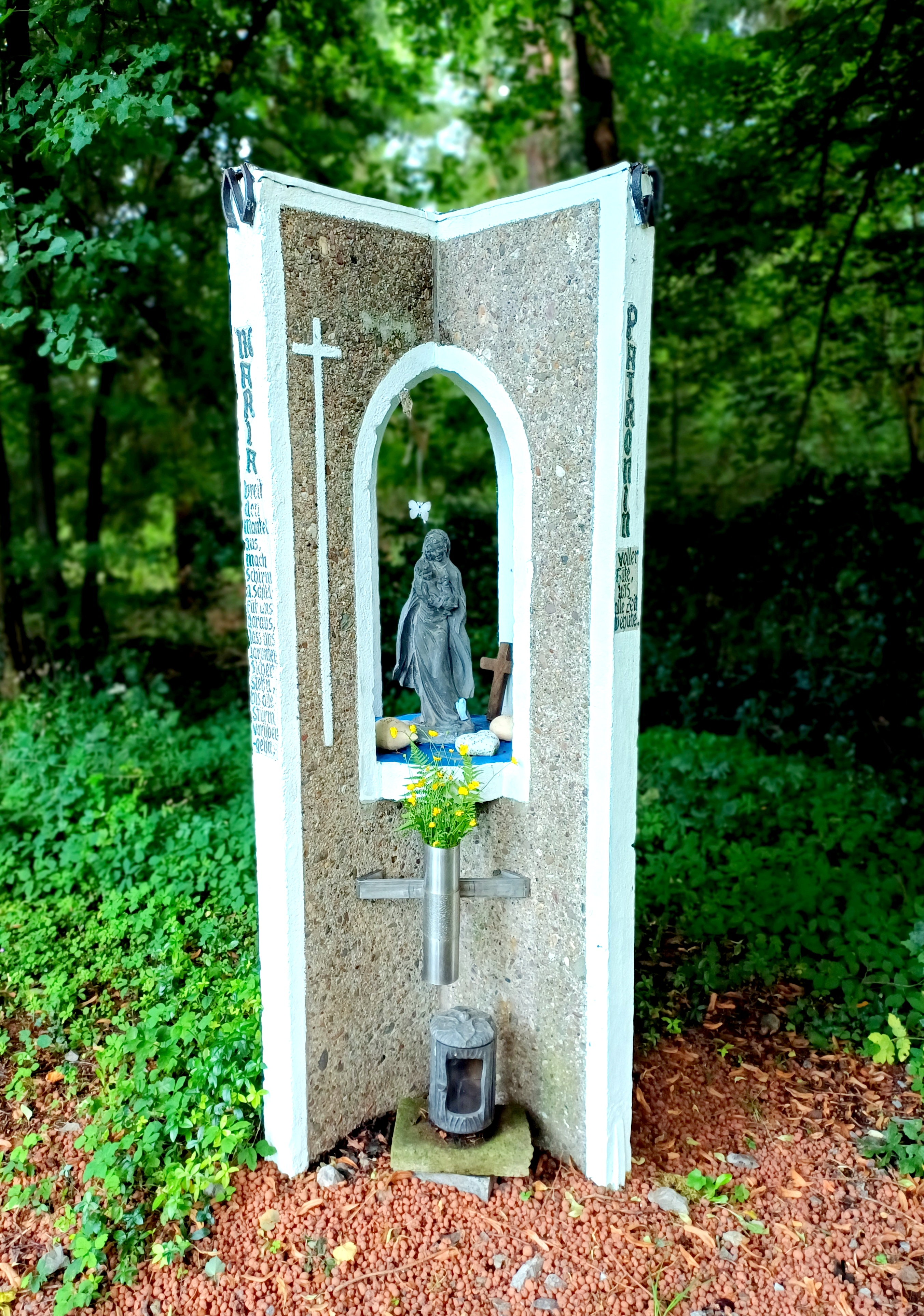
Marienaltar

Das Gebiet erstreckt sich südlich direkt anschließend an die Kernstadt Stolberg. Südöstlich des Gebietes liegt das 84,2 ha große Naturschutzgebiet (NSG) Steinbruchbereiche bei Bernhards- und Binsfeldhammer und südlich das 33,2 ha große NSG Steinbruchbereich Brockenberg und das 19,5 ha große NSG Auf der Rüst.
Auf dem höchsten Punkt des Naturschutzgebietes wurde 1954 zu Ehren der Gottesmutter Maria eine Gedenkstele aus Stahlbeton mit drei Elementen des Stolberger Künstlers Karl Gerhard aufgestellt. Die Inschrift am linken Altarflügel lautet „Maria, breit den Mantel aus, mach Schirm und Schild für uns daraus. Lass uns darunter sicher stehn, bis alle Stürm vorübergehn.“  und die am rechten Altarflügel: „Patronin voller Güte, uns alle Zeit behüte.“ 

## Bedeutung
Das etwa 35,0 ha große Gebiet wurde im Jahr 1981 unter der Schlüsselnummer ACK-008 unter Naturschutz gestellt.
Schutzziele sind
- der Erhalt und die Optimierung eines artenreichen Kalkzuges, teilweise mit Galmeipflanzengesellschaften, Kalk-Rotbuchenwald und niederwaldartiger Eichenbestände als Lebensraum für gefährdete Tier- und Pflanzenarten (u. a. Breitflügelfledermaus) und
- der Schutz der natürlichen Felsformationen.[1]